# Osteocephalus cabrerai
Osteocephalus cabrerai är en groddjursart som först beskrevs av Cochran och Coleman J. Goin 1970.  Osteocephalus cabrerai ingår i släktet Osteocephalus och familjen lövgrodor. IUCN kategoriserar arten globalt som livskraftig. Inga underarter finns listade i Catalogue of Life.